# Perverted-Justice
Perverted Justice Foundation, Inc., eller bara Perverted-Justice (också känt som PeeJ), är en amerikansk organisation baserad i Kalifornien och Oregon som undersöker, identifierar och publicerar konversationer av sexuell art mellan vuxna och barn eller minderåriga tonåringar. Organisationens metoder är kontroversiella och deras motståndare har anklagat dem för trakasserier. Organisationens medlemmar är volontärer som på olika chattsidor låtsas vara minderåriga barn/tonåringar på 10-15 år och väntar på att vuxna skall ta kontakt med dem. I "spelet" ingår att telefonnummer och andra detaljer byts så att ett faktiskt möte kan äga rum. Därefter ger organisationen sin information till polis.